# تزاوج

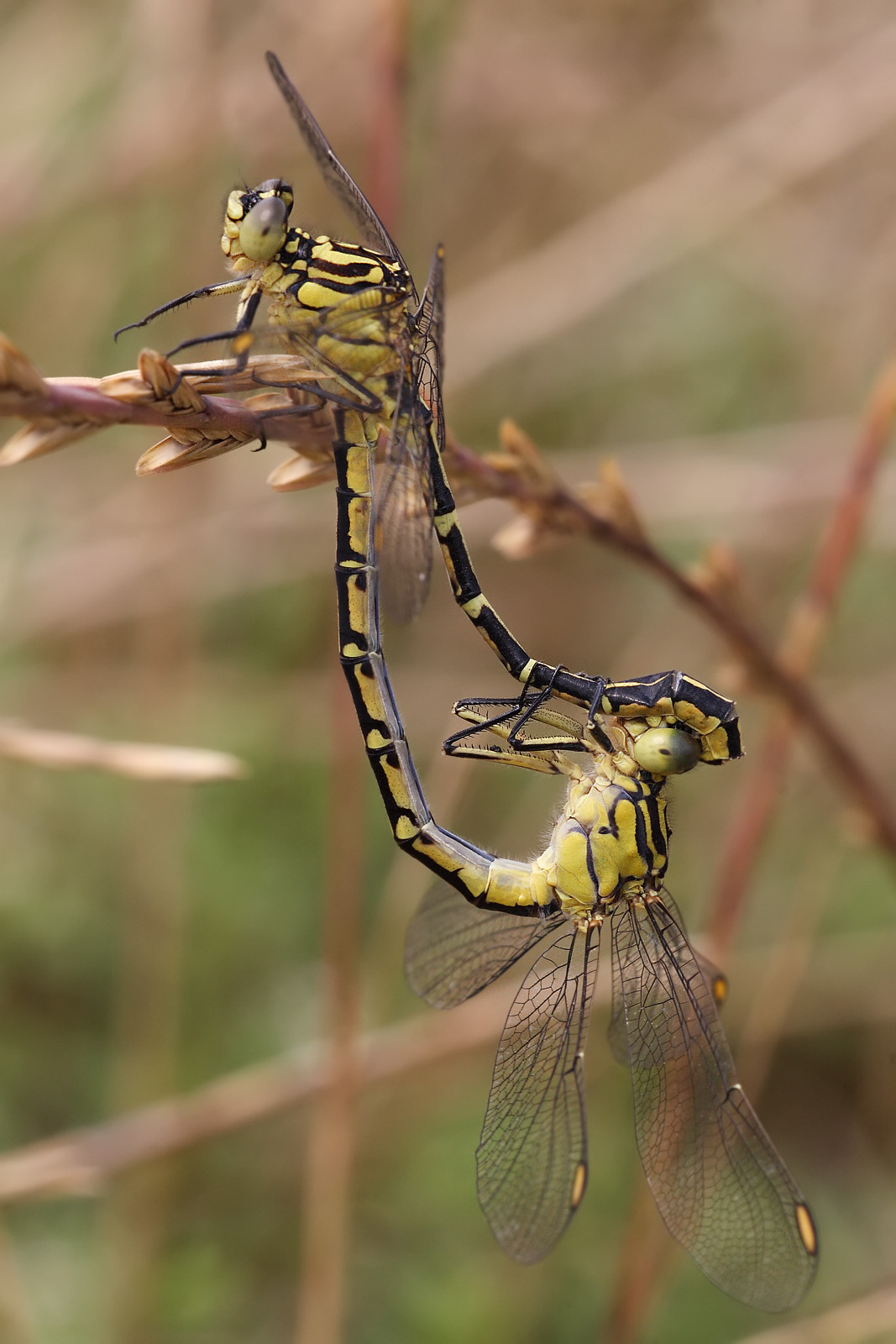
تزاوج اليعسوب من نوع Austrogomphus guerini

الدكتور ايدث وكبيبديا الزوني المازوخي العملاق دبل عملاق يقول في علم الأحياء، التزاوج هو التقاء جسمي حيوانين مختلفي الجنس أو عملية تخصيب داخلي في جسم الخنثى لإحداث عملية التلقيح وإنجاب النسل أو السلالة. هذه العملية تستخدم في معظم الحيوانات للحفاظ على النوع بشكل غريزي وبلعب دورا مهما في حياة مجتمعات الحيوانات الاجتماعية بما فيها الإنسان. تتضمن هذه العلمية في الطيور بناء الأعشاش وإطعام الذرية. تتدخل أحيانا مساهمات بشرية لتجميع حيوانات مدجنة والقيام بعمليات تلقيح صناعي.

## الجماع
الجماع تلاقي الأعضاء الجنسية الخارجية لحيوانين متكاثرين جنسيا لإحداث عملية التلقيح وبالتالي تحدث عملية تخصيب داخلي. الحيوانان يمكن أن يكونا متغايرا الجنس أو خنثويين كما في حالة الحلزونات.

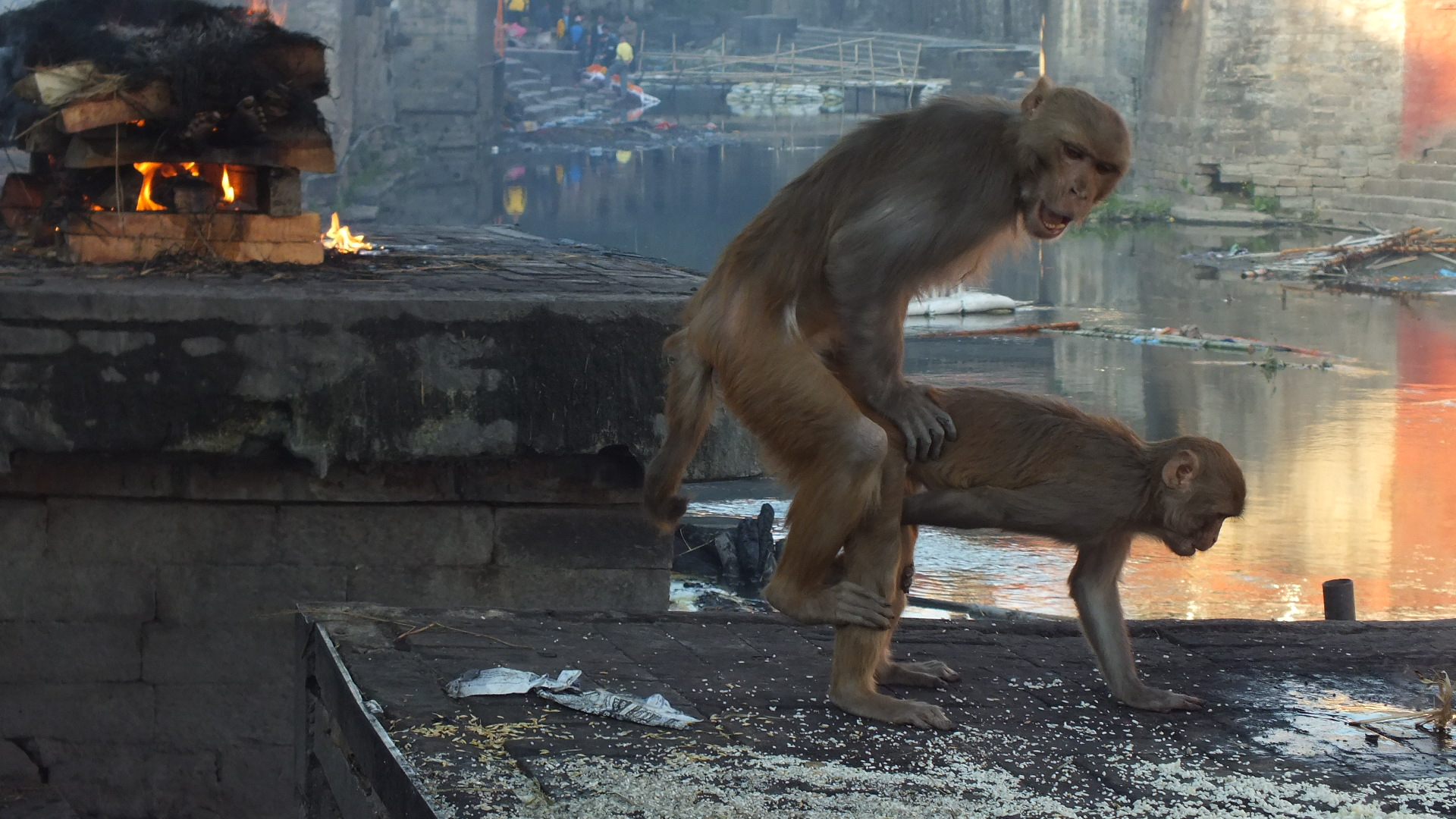
تزاوج القردة
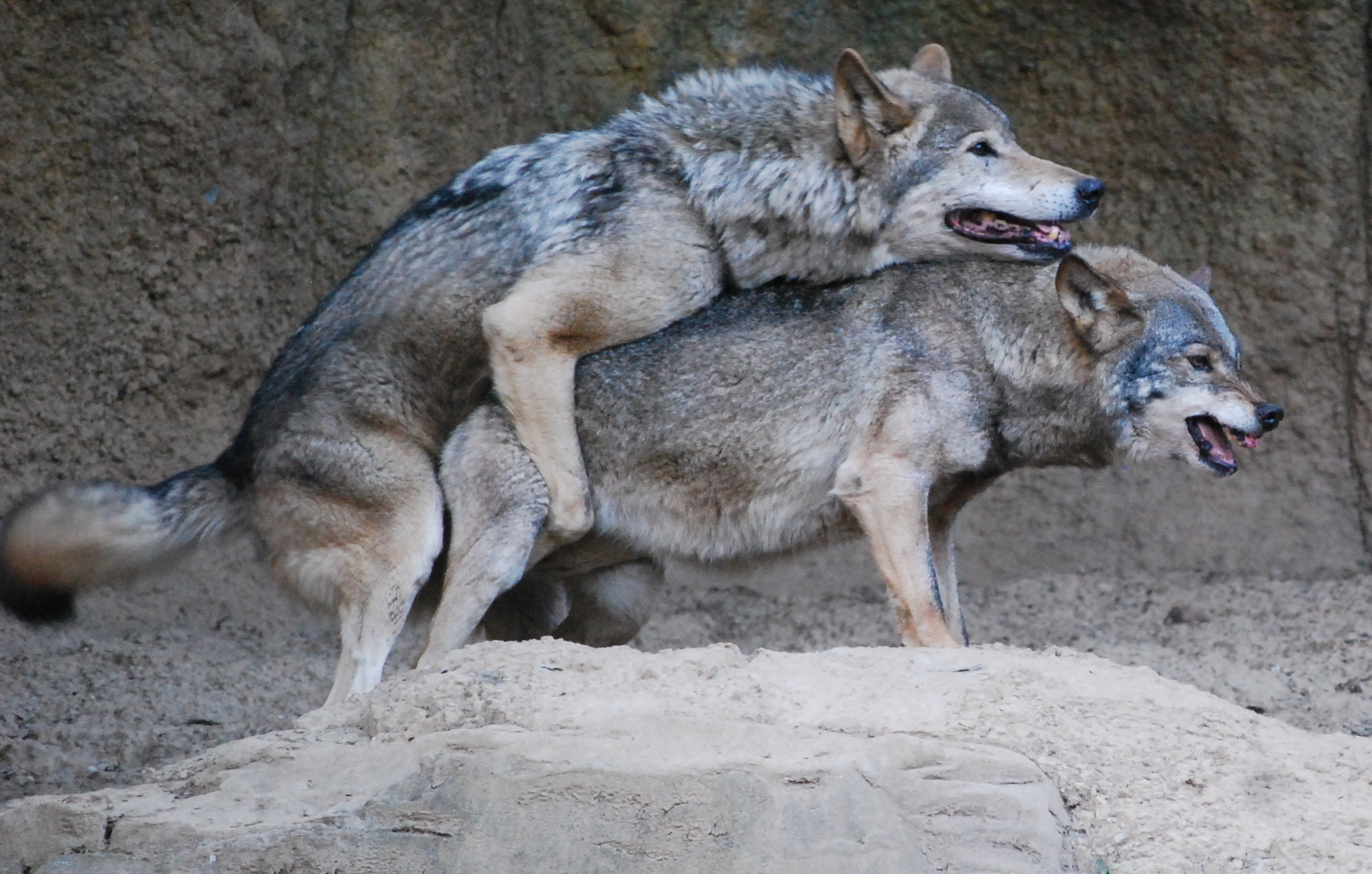
تزاوج الذئاب
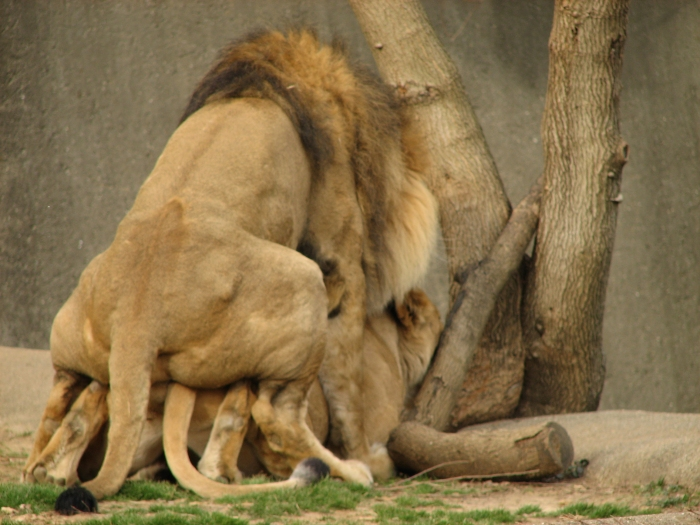
تزاوج الأسود
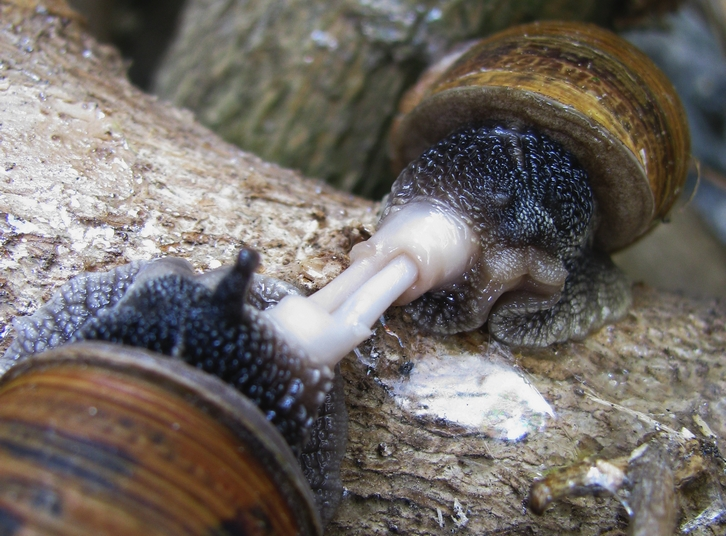
التزاوج ثنائي الجنس عند حلزون الحدائق
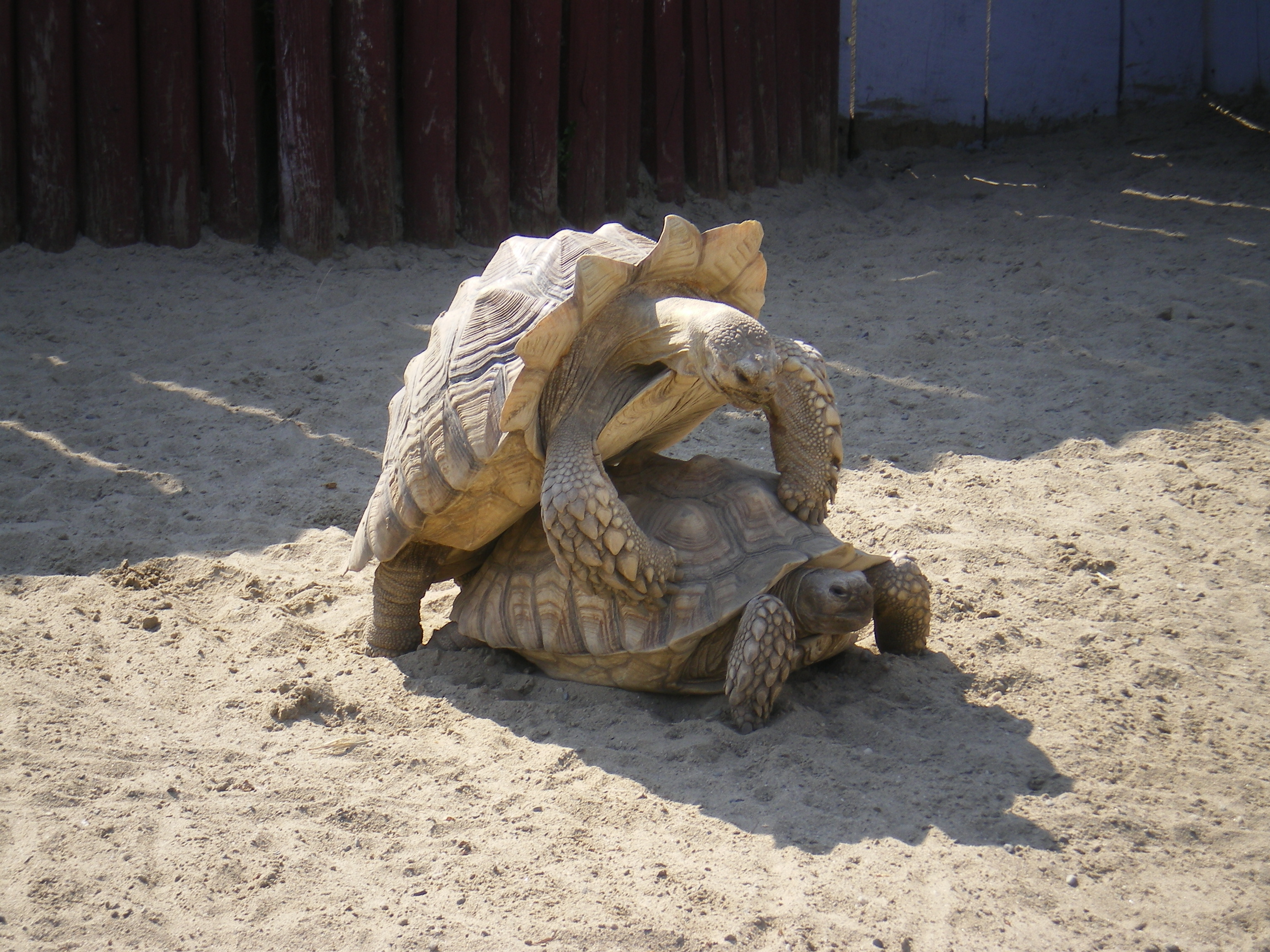
تزاوج السلاحف السودانية
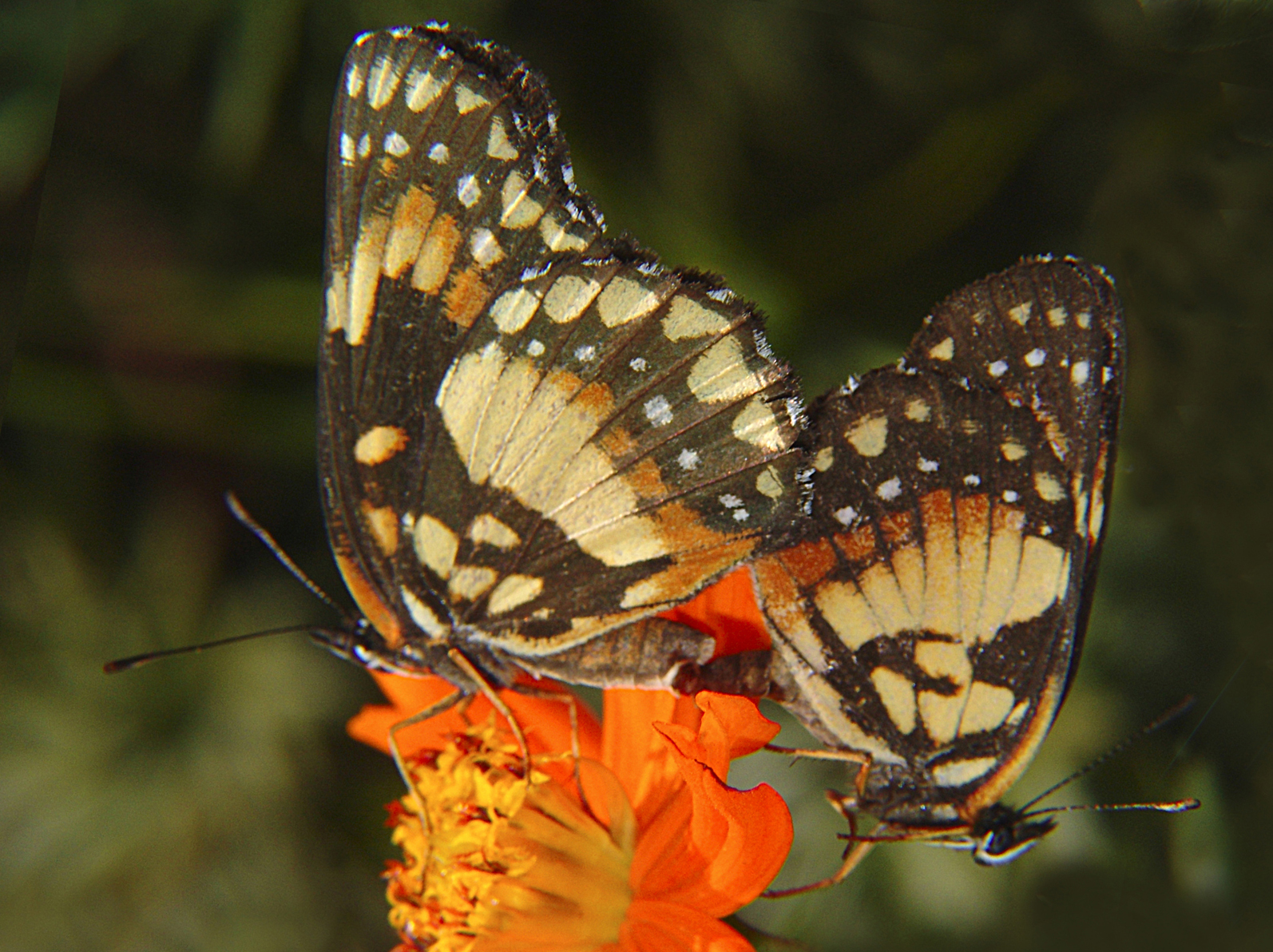
تزاوج الفراشات من نوع Chlosyne lacinia على زهرة